# Timoeriden
De Timoeriden (Perzisch: تیموریان; Turks: Timur İmparatorluğu
), zelf-aangewezen Gurkānī (Perzisch: گوركانى), waren een Turks-Mongools, Centraal-Aziatische soennitische dynastie die heerste over een gebied dat heel huidig Iran, modern Afghanistan, en modern Oezbekistan omvatte, maar ook grote delen van hedendaags Pakistan, Noord-India, Mesopotamië, Anatolië en de Kaukasus. De dynastie werd in de 14e eeuw gesticht door de militante veroveraar Timoer Lenk (Tamerlane).
In de 16e eeuw viel de Timoeridische prins Babur, de heerser van Kabul, Noord-India binnen en stichtte het Mogolrijk, dat heerste over het grootste gedeelte van Noord-India tot zijn verval na de regering van Aurangzeb in de vroege 18e eeuw. Het rijk werd formeel ontbonden door Brits-Indië na de anti-Britse Indiase opstand van 1857. Latere prinsen van de dynastie gebruikten voornamelijk de titel Mirza om hun afstamming van de Amir te tonen.

## Geschiedenis
Timoer Lenk, de leider van de Turks-Mongoolse Barlas, veroverde grote delen van Transoxanië in huidig Centraal-Azië en Iran, vanaf 1363 met verschillende bondgenoten (Samarkand in 1366 en Balkh in 1369) en werd als heerser over hen in 1370 erkend. Officieel handelend in naam van de Mongool Chagatai Khan, onderwierp hij Moghulistan en Khwarazm in de jaren die volgden en begon in 1380 een campagne westwaarts. Tegen 1389 had hij de Kartids verwijderd uit Afghanistan (Herat) en was gevorderd in Iran en Irak vanaf 1382 (inname van Isfahan in 1387, verwijdering van de Muzaffariden van Shiraz in 1393 en uitwijzing van de Jalayiriden van Bagdad). In 1394/95 behaalde hij een overwinning op de Gouden Horde en dwong zijn soevereiniteit af in de Kaukasus; in 1398 onderwierp hij het huidige Pakistan en Noord-India en bezette Delhi; in 1400/01 veroverde hij Aleppo, Damascus en Oost-Anatolië; in 1401 verwoestte hij Bagdad en in 1402 overwon hij de Ottomanen bij Ankara. Bovendien vormde hij Samarkand om tot het 'Centrum van de Wereld'. Zijn zoon, Shahrukh Mirza, verplaatste de hoofdstad naar Herat, wat onder de Timoeriden een van de belangrijkste steden van de wereld zou worden.
Na het einde van het Timoeridenrijk in 1506 door de inval en verovering ervan door de Oezbeken, werd later het Mogolrijk in India gevestigd in 1526 door Babur, die een nakomeling van Timoer Lenk was door zijn vader en een nakomeling van Genghis Khan door zijn moeder. De dynastie die hij vestigde, is wordt gewoonlijk als de Mogoldynastie aangegeven. Gedurende de 17e eeuw, heerste het Mogolrijk over het grootste deel van India, maar zou later in verval geraken gedurende de 18e eeuw. De Timoeridendynastie eindigde in 1857 nadat het Mogolrijk door het Britse Rijk werd opgelost en Bahadur Sjah II werd verbannen naar Birma.

## Timoeridische kunst
De Timoeridische kunst werd in haar architectuur gekenmerkt door turkoois inlegwerk, zoals te zien is op de Gur-e Emir (mausoleum van Timoer Lenk in Samarkand). Ze brachten de Perzische architectuur in contact met de verscheidene andere architecturen die het multiculturele rijk telde om tot een "islamitische" kunst te komen, die zich aanvankelijk nog op boeddhistische motieven baseerde. Doordat andere godsdiensten verdrongen werden door de islam in de kunst, moest men zijn godsdienst "ondergronds" beleven en ging men ook elementen van zijn eigen religie op subtiele wijzen vermengen in de Timoeridische kunst. De Timoeriden hadden ook een grote interesse in geschiedenis en stimuleerden de geschiedschrijving in zowel het Perzisch als het Tschagathai (Oud-Oezbeeks). Timoer Lenk ontmoette zelfs de grootste historicus van zijn tijd: Ibn Khaldun. Ook astronomie en techniek kon de Timoeriden bekoren. Zo erg zelfs dat een van hen, Ulug Bey, meer interesse toonde voor zijn astronomiestudies dan voor zijn regering en dan ook door zijn zoon Abd-al-Latif werd vermoord. Hij liet een groot observatorium bouwen in Samarkand - dat na zijn dood zou worden vernietigd - en zijn werk zou in Latijnse vertaling een bron van kennis vormen voor de Europese astronomen. Ook de houtsnijkunst in zeer hard hout (karaghach) kende een hoge vlucht onder de Timoeriden en deze kunstvorm werd gekenmerkt door gestiliseerde planten- en dierenmotieven.

## Heersers over het Timoeridenrijk
- Timoer Lenk (Tamerlane) 1370 - 1405 (771-807 AH) met Suyurghitmisch Chughtai als opperheer, door Mahmood Chughtai opgevolgd als opperheer en ten slotte Muhammad Sultan als erfgenaam
- Khalil Sultan 1405 - 1409 (807-811 AH)
- Pir Mohammed bin Jahangir 1405 - 1407 (807-808 AH)
- Qaidu bin Pir Muhammad bin Jahangir 808-811 AH
- Abu Bakr bin Miran Shah 1405 - 1407 (807-809 AH)
- Pir Muhammad bin Umar Sheikh 807-812 AH
- Rustam 812-817 AH
- Sikandar 812-17 AH
- Shahrukh Mirza Timoerid 1405 - 1447 (807-50 AH)
- Alaudaullah 851 AH
- Abu Bakr bin Muhammad 851 AH
- Ulug Bey 1447 - 1449 (851-53 AH) - heerser over Samarkand 1409 - 1449
- Abd-al-Latif 1449 - 1450 (853-854 AH)
- 'Abd-Allah Timoerid 1450 - 1451 (854-55 AH)
- Sultan Abu Sa’id Gurgan 1451 - 1469 (855-73 AH), heerser over Herat 1459 - 1469
- Abu'l-Qasim Babar 1447 - 1457 (853-61 AH) - heerser over Herat
- Shah Mahmud 1457 - 1459 (861-863 AH) - heerser over Herat
- Ibrahim Timoerid 1457 - 1459 (861-863 AH) - heerser over Herat
- Sultan Muhammad 850-55 AH
- Sultan Hussain 1469 - 1470, 1470 - 1506 (862-911 AH) - heerser over Herat
- Yadigar Muhammad 1470 (873-875 AH) - heerser over Herat
- Muhammad bin Hussain 903-906 AH
- Abul A'la Faridun Hussain 911-912 AH
- Muzzafar Hussain 1506 - 1507 (911-912 AH) - heerser over Herat, broer van Badiuzzaman
- Badiuzzaman 1506 - 1507 (905-908 en 911-914 AH) - heerser over Herat
- Muhammad Mohsin Khan 911-912 AH
- Muhammad Zaman Khan 920-923 AH
- Shahrukh II bin Abu Saeed Timoerid 896-897 AH
- Ulugh Beg Kabuli 873-907 AH
- Sultan Ahmad ibn Abu Sa’id Timoerid 1469 - 1494 (873-899 AH) - heerser over Samarkand
- Sultan Mahmud ibn Abu Sa’id Timoerid 1494 - 1495 (873-900 AH) - heerser over Samarkand
- Masud Timoerid 1495 - 1501 (899-906 AH) - heerser over Samarkand
- Sultan Baysunghur 1495 - 1497 (900-902 AH) - heerser over Samarkand
- Sultan Ali Mirza 1495 - 1500 (900-905 AH) - heerser over Samarkand
- Sultan Uways 1508 - 1522 (913-927 AH)

## Heersers over het Mogolrijk
- Babur 1526 - 1530
- Humayun 1530 - 1556
- Akbar 1556-1605
- Jahangir 1605 - 1627
- Shah Jahan 1627 - 1658
- Aurangzeb  1658- 1707
- Bahadur Shah I (Shah Alam I) 1707 - 1712
- Jahandar Shah 1712 - 1713
- Furrukhsiyar 1713-1719
- Rafi Ul-Darjat 1719
- Rafi Ud-Daulat (Shah Jahan II) 1719
- Nikusiyar 1719
- Muhammad Ibrahim 1720
- Muhammad Shah 1719-1720 en 1720-1748
- Ahmad Shah Bahadur 1748-1754
- Alamgir II 1754-1759
- Shah Jahan III 1759
- Shah Alam II 1759-1806
- Akbar Shah II 1806-1837
- Bahadur Shah II (Bahadur Shah Zafar) 1837-1857 - laatste heerser van de Timoeriden